# Vessioli (Maiak)
Vessioli - Весёлый (rus) és un possiólok del krai de Krasnodar, a Rússia. Es troba al Caucas Nord, al capdamunt del riu Vetxenok, afluent del Bolxoi Teguín, tributari del riu Urup, a 26 km al sud-oest d'Otràdnaia i a 197 km al sud-est de Krasnodar. Pertany al possiólok de Maiak.